# Gaj oliwny
Gaj oliwny (hol. Olijfboomgaard, ang. Olive Grove) – tytuł trzech obrazów olejnych przedstawiających gaj oliwny, namalowanych przez holenderskiego artystę Vincenta van Gogha w czerwcu (I i II obraz) oraz na przełomie listopada i grudnia (III obraz) 1889 podczas jego pobytu w Saint-Rémy.
Pierwszy z obrazów znajduje się w Nelson-Atkins Museum of Art w Kansas City, drugi w Kröller-Müller Museum w Otterlo, a trzeci w Muzeum Vincenta van Gogha w Amsterdamie.
Nr kat.: F 715, JH 1759; F 585, JH 1758; F 707, JH 1857.

## Historia i opis
Cykl obrazów z drzewami oliwnymi w roli głównej powstał podczas krótkich wycieczek van Gogha poza teren szpitala psychiatrycznego w Saint-Rémy. Szczególną uwagę artysty zwróciły gaje oliwkowe.
W cyklu Gaj oliwny van Gogh podjął drzewo jako temat, ale w inny sposób, niż cyprysy – cała powierzchnia obrazu zdominowana została przez jeden ruch. Pracując pospiesznie artysta połączył poszczególne elementy w wyobrażenie zagajnika oliwnego, którego drzewom wiejące, porywiste mistrale nadały poskręcane formy. Ziemia, drzewa i niebo zostały oddane tym samym pociągnięciem pędzla, co połączyło je w jedną harmonijną całość. Sękate i powykrzywiane drzewa van Gogh namalował pociągnięciami krótkimi i łukowatymi, zaznaczając czarne kontury pni.
Trzy duże płaszczyzny ochry, zieleni i błękitu odznaczają się powściągliwą i łagodną tonacją. Kontrasty kolorystyczne zostały stonowane: błękitny kolor nieba powtarza się w liściach i pniach drzew, których zielone i szare odcienie powtarzają się z kolei w kolorach ziemi. Równowaga między barwami zimnymi a ciepłymi wydaje się kojąca. Tylko pnie drzew o osobliwych kształtach, oddane czarnymi konturami, wydają się wić w gwałtownych konwulsjach, co dodaje obrazowi odrobiny niepokoju.
Zachowało się ok. 15 obrazów z drzewkami oliwnymi w roli głównej z czasów pobytu van Gogha w Saint-Rémy.